# Miura 5
Miura 5 (anciennement Arion 2) est un micro-lanceur spatial espagnol développé par la start-up PLD Space. Il est conçu pour placer en orbite des micro- et nano-satellites depuis la base de lancement de Kourou ou éventuellement un site situé sur le territoire espagnol. Sa charge utile est de 300 à 500 kg sur une orbite basse. Le premier étage est réutilisable et les moteurs-fusées qui le propulsent sont développés en interne et brulent un mélange de kérosène et d'oxygène liquide. Le premier vol est prévu pour fin 2025.

## Historique
La société PLD Space est créée en 2011 à Elche, ville espagnole située à une vingtaine de kilomètres d'Alicante. L'objectif de la société est de développer des fusées-sondes et des lanceurs légers. PLD Space dispose d'un banc d'essais de moteur-fusée situé sur l'aérodrome de Téruel. La société est financée principalement par des fonds publics espagnols, l'Union européenne (programme SMILE, en anglais : Small Innovative Launcher for Europe) et l'Agence spatiale européenne (programme LPSR, en anglais : Liquid Propulsion Stage Recovery).
La société développe d'une part un petit lanceur suborbital mono-étage Miura 1 dont le premier vol a eu lieu le 7 octobre 2023 depuis le Centre d'experimentation de El Arenosillo dans la province de Huelva en Andalousie. Cette fusée sert de banc d'essais pour le lanceur léger Miura 5 dont le premier vol est prévu pour fin 2025.
Le lanceur Miura 5 doit être propulsé par deux versions du moteur Teprel-C (en espagnol : Tecnología Española de Propulsión Reutilizable Espacial para Lanzadores) d'une poussée unitaire de 105 kN au niveau de la mer. Ce moteur doit être l'aboutissement d'une famille dont le développement remonte à 2014 : ce sont les Teprel-Demo (NetonVac1) testés en 2015 sur banc d'essais avec une poussée de 25 kN au niveau de la mer, le Teprel-A testé pour la première fois en 2017 et dont la poussée atteint 32 kN et le Teprel-B qui est la première version opérationnelle de la famille. Le Teprel-C est la première version qui devrait mettre en œuvre une turbopompe.

## Caractéristiques techniques
Miura 5 est un micro-lanceur dont le premier étage est réutilisable. Haut de 35 m pour un diamètre de 1,8 m, il comporte deux étages. Le premier étage est propulsé par cinq moteurs-fusées à ergols liquides Teprel-C brulant un mélange de kérosène et d'oxygène liquide mis sous pression par une turbopompe. La poussée totale au décollage au niveau de la mer est de 525 kN. Le deuxième étage est propulsé par un unique moteur-fusée Teprel-C ayant une poussée dans le vide de 65 kN. La coiffe est haute de 4,5 m. En option, le lanceur peut comporter un moteur d'apogée réallumable. Le premier étage est récupéré en mer après une descente sous parachute.

## Performances
Le lanceur Miura 5 peut placer une charge utile de 300 à 500 kg sur une orbite basse.

## Base de lancement
Il est prévu que le lanceur Miura 5 décolle depuis la base de lancement de Kourou située en Guyane française. Deux autres sites en Espagne situés dans l'île de El Hierro dans les Canaries et dans les Açores sont à l'étude.

## Comparaison avec les autres lanceurs légers européens développés durant la décennie 2020
| Lanceur                                 | Prime                                     | RFA One                    | Spectrum                  | Skyrora XL                      | SL1                         | Miura 5                    | Zéphyr                     |
| --------------------------------------- | ----------------------------------------- | -------------------------- | ------------------------- | ------------------------------- | --------------------------- | -------------------------- | -------------------------- |
| Constructeur                            | Orbex                                     | RFA                        | Isar Aerospace            | Skyrora                         | HyImpulse                   | PLD Space                  | Latitude                   |
| Dimensions Hauteur x diamètre           | 19 x 1,3 m                                | 30 x 2 m                   | 27 x 2 m                  | 22,7 x 2,2 m                    | 27 x 2,2 m                  | 34 x 1,8 m                 | 15 x 1,2 m                 |
| Étages                                  | 2                                         | 3                          | 2                         | 3                               | 3                           | 2                          | 2                          |
| Masse                                   | 18 t                                      |                            |                           | 55,8 t                          | 48 t                        |                            |                            |
| Propulsion (1er étage) Poussée unitaire | 6 ? ? kN                                  | 9 Helix 100 kN             | 9 Aquila 75 kN            | 9 Skyforce 80 kN                | 8 x 75 kN                   | 5 Teprel-C 105 kN          | 6 Navier ? kN              |
| Ergols                                  | propane x oxygène liquide                 | kérosène x oxygène liquide | propane x oxygène liquide | kérosène x peroxyde d'hydrogène | oxygène liquide x Paraffine | kérosène x oxygène liquide | kérosène x oxygène liquide |
| Charge utile Orbite héliosynchrone      | 150 kg (500 km)                           | 1 200 kg (700 km)          | 1 000 kg (700 km)         | 315 kg (500 km)                 | 400 kg (500 km) 500 kg      | 300 kg (? km)              | 70 kg (600 km)             |
| Autre caractéristique                   | Structure allégée de 30 % /ratio standard | Moteur à combustion étagée |                           |                                 | Propulsion hybride          | 1er étage récupérable      |                            |
| Base de lancement principale            | Sutherland                                | SaxaVord                   | Andøya                    | SaxaVord                        | Kourou                      | Kourou                     | SaxaVord                   |
| Premier vol (prévision)                 | 2023                                      | 2023                       | 2023                      | 2023                            | 2023                        | 2025                       | 2025                       |